# 大阪市立佃西小学校
大阪市立佃西小学校（おおさかしりつ つくだにし しょうがっこう）は、大阪府大阪市西淀川区にある公立小学校。

## 沿革
学校のある西淀川区佃地域は、1930年代頃から1970年代頃にかけては大型工場の建ち並ぶ工業地帯だった。しかし1970年代以降大型工場の郊外移転が進み、跡地にマンションや団地の開発が進められた。これに伴い大阪市立佃小学校の児童数が増加し、1977年に同校の分校を設置したことが、学校の始まりとなっている。
その後1979年に佃小学校より分離し、独立校として開校した。さらに児童数が増加したため、1990年には大阪市立佃南小学校を分離したが、佃南小学校の児童数減少に伴い2020年に再統合している。

### 年表
- 1977年2月 - 大阪市立佃小学校の分校として授業開始。3年生・4年生を収容する学年分校とする。
- 1979年4月1日 - 大阪市立佃西小学校として分離開校。1-6年生までの児童で開校。
- 1980年6月 - 開校記念式典を実施。
- 1990年4月 - 大阪市立佃南小学校を分離。
- 1993年6月 - 校歌制定。
- 2020年4月1日 - 大阪市立佃南小学校を統合。

## 通学区域
- 大阪市西淀川区 千舟1丁目-3丁目、佃2丁目15番（一部）、佃3丁目-7丁目。

卒業生は基本的に大阪市立佃中学校に進学する。

## 交通
- 阪神本線 千船駅 北へ約400m。